# قزل‌کند (شیراک)
قزل‌کند (به لاتین: Kyzylkend) یک منطقه مسکونی در ارمنستان است که در استان شیراک واقع شده است.